# ぼったくり
ぼったくりとは、法外な料金を取ること。力ずくで奪い取ること。ぶったくり。「ぼっ」は「ぼる」（暴利）から。

## 風俗業
- サービスの後で異常な上乗せ料金の請求。キャバクラで多発。
- 知らないうちに高額なボトルが入っていたり、延長確認を遅らせ強制延長など。
- 前金を受け取った後に十分なサービスをせずに客を追い出す。
- 風俗店で性的サービスを受けるためには、追加料金が必要として料金を請求（いわゆる「たけのこ剥ぎ」）。
- 払った金額の割りに、容姿の劣る女性を出されたときなどに揶揄する意味合いで使われることがある。
- パチンコやパチスロ、あるいはアミューズメント施設におけるプライズマシンなどでは、極端に還元率の低い（控除率の高い）営業をしている店舗に対して使われることが多い。例えば、全台最低設定で営業するパチスロ店や、市価800円の景品に対して3000円以上投資しなければ景品を取得できないようなアミューズメント施設もぼったくりと呼ばれることがある。
- 一部の風俗情報誌では明朗会計でぼったくりのない店舗のみを優良店として掲載している。
- 一部の地方自治体では都道府県においてぼったくり防止条例を制定し、風俗業に対して「料金等の表示義務」「不当な勧誘等の禁止」「不当な取立ての禁止」している場合がある。条例のない自治体では泥酔させた客の金融機関の口座から現金を引き出す手口は窃盗容疑で、泥酔させた客本人に金融機関の口座から現金を引き出させる手口については準詐欺容疑で摘発例がある[2]。

## 飲食店
「暴力バー」や、寿司屋の「時価」など、店外にメニューと料金の表示を行わない（入店前に客に料金を確認させない）か、または意図的に誤解を招くよう表示するなどで、会計時にメニューの表示や一般の相場より高い料金を請求することを指す。飲食費以外に法外なサービス料を請求する場合もある。
このような、料金を正確に表示せず、また客に確認させないぼったくり店舗はスナックやキャバクラなどに見られたが、最近では居酒屋やガールズバーにもぼったくりを行う店があり、必要な情報を伝えなかったキャッチや、恫喝をした店長らが恐喝罪や詐欺罪で告訴されたり、客に暴力を加えて代金を奪い取ったりした店長らが強盗致傷罪で逮捕されるなどするケースもある。また、インターネットのグルメの口コミサイトや匿名掲示板等、ぼったくり被害専門の弁護士のサイトでは「○○（ぼったくりの居酒屋の店名）」は絶対に行くな、と注意を促す書き込みが見られるが、これらには同業者や私怨によるネガティブ・キャンペーンの可能性も含まれるため、完全にあてにすることはできない。その他にも、追加料金がぼったくりといえるかいえないかぐらいの少額な「プチぼったくり」（原価数十円のお通しに数百円を請求するなど）の飲食店もあり、渋谷センター街などで問題になっている。
2020年代においては、ぼったくり店の女性従業員がマッチングアプリを利用するなどして男性客を店に誘導。高額の飲食代を請求する手口も現れた。

## 悪徳商法
訪問販売やキャッチセールス等で、消費者に「無料」「低額」などの説明をして契約させ、契約後に「入会費」「手数料」の名目で法外な料金を請求する例がある。

## 観光客へのぼったくり
- 東南アジアでのぼったくりは、観光客（日本人・その他外国からの観光客両方）に対して、飲食店・風俗店・小売店・交通機関（タクシー、バイクタクシー、シクロ、リクシャー）などその他あらゆる場面で行われうる。東南アジアの市場・商店などでは商品に対して「値札」が表示されていないことが多く、商品購入時には口頭で価格交渉が行われる。その際に現地での市価相当額（相場）を知らない観光客に対して市価以上の金額を提示することで、ぼったくりを行うことが通常である。
- 日本人観光客などは、店員が最初に告げた価格が、日本における一般的な物価（日本円）と比較して安い場合、ぼったくりを気にせず購入することも多いが、その価格は市価の数倍から数十倍にもなることがある。こうした無知が、価格を吊り上げている。
- 観光客だけがぼったくり価格で商品を購入することになるため、このような価格のことを日本人価格・外人価格などとも呼ぶ。逆に、市価相当の価格のことを現地人の価格ということで現地価格と呼ぶ。
- タクシーなどでは、東南アジア・南アジア・中東・東ヨーロッパ・南アメリカの国家や地方では、タクシーメーターが無いもしくは価格交渉が一般的なため、相場を知らない外国人に、法外な価格を提示することがある。また、タクシーメーターがあっても（課金ボタンの連打や改造メーターで）不当な方法で課金したり、メーターを隠すことで、不当な価格を支払わせることがある。そのほか、ガソリン代を請求したり、わざと遠回りすることで、通常より長い距離を走って稼ぐなどなどの手法もある。
- 飲食店では、現地語で書かれた現地通貨のメニューと、英語で書かれた米ドル表記のメニューの2種類を用意し、英語メニューに現地語メニューより高い値段を記載したり、値段そのものを記載せず、会計で不当に割高な価格を支払わせることもある。
- クレジットカードでの支払いでは、クレジット会社への店側が支払うべき加盟店手数料（3 - 5%）を上乗せされた額が請求されることがある[注 1]。その他にも、信用照会端末に通して請求が発生したことを確認してから「このカードは当店では使えない」と言って、現金での支払いを要求し二重請求を行う手法などがある。

アジアのほか、ヨーロッパや中南米においても、日本人を標的にしたぼったくりに遭うケースが多く、海外旅行のポータルサイトやダイヤモンド社の書籍『地球の歩き方』、外務省の危険情報や在外公館に注意喚起が掲載されている。